# جريدة المرج
جريدة المرج بدأت بالصدور في 25 كانون الثاني 1909 ميلادي. أصدرها الدكتور أسعد رحّال ودانيال زعرب في جديدة مرجعيون . وقد كانت تُطبع على مطابع «الترقي» التي اشتراها أسعد رحال لهذه الغاية. وقد كان شعارها: الوطنية الصحيحة و خدمة الحقيقة .
استمرّت الشراكة بين المؤسسين لفترة طويلة حتى تفرّد أسعد رحّال بإصداره منفردا. بعد وفاة أسعد رحّال عام 1927 ميلادي أشرف على إصدارها نجله أديب رحّال. ومن بعده تابع أسعد أديب أسعد رحّال إصدارها.

## مواضيعها
اهتمّت الجريدة بشؤون جبل عامل بشكل خاص، المقيم والمغترب، وكانت معظم مواضيعها تتراوح بين السياسة والأدب والتاريخ.
توقفت الجريدة عن الصدور في فترة الحرب العالمية الثانية، وأصدرها صاحبها من النبطية، وبعد انتهاء الحرب عاد الإصدار ليتمّ مجددا من جديدة مرجعيون.